# Ванзозеро
Ва́нзозеро (карел. Vanzjärvi) — посёлок в составе Пиндушского городского поселения Медвежьегорского района Республики Карелия Российской Федерации.

## Общие сведения
Расположен вблизи автотрассы «Кола».
Железнодорожная станция на 589 км перегона Медвежьегорск — Сегежа.

## Население
| 2002 | 2009 | 2010 | 2013 |
| ---- | ---- | ---- | ---- |
| 1    | ↘0   | →0   | →0   |